# روبرت دونلاب
روبرت دونلاب (بالإنجليزية: Robert Dunlap)‏ هو كاتب مسرحي أمريكي، (و. 1766  م).